# Chalmette
Chalmette – jednostka osadnicza w Stanach Zjednoczonych, w stanie Luizjana, siedziba administracyjna parafii St. Bernard.